# Абу Абдалла Мухаммад аль-Хасан
Мухаммад аль-Хасан (или Абу Абдалла Мухаммад аль-Хасан ибн Мухаммад, Мулай Хасан, ум. 1549) — двадцать шестой правитель государства Хафсидов в Ифрикии в 1526-1543 годах, двадцать пятый халиф Хафсидов. Он был свергнут в 1543 году своим сыном Абуль-Аббасом Ахмедом III. Будучи в изгнании, он встретился с Карлом V в Аугсбурге в 1548 году, чтобы во главе объединённого войска выбить пирата Тургут-реиса из Махдии. Он умер в 1549 году, до начала похода, вероятно, будучи отравленным агентами Ахмеда III.

## Биография
В 1526 году, после смерти халифа Абу Абдаллы Мухаммада аль-Мутаваккиля, Мухаммад аль-Хасан занял трон. Фактически он был узурпатором, так как являлся самым младшим из сыновей умершего халифа и вступил на трон благодаря интригам своей матери. Новый халиф первым делом уничтожил двух своих старших братьев, в то время как третий, Рашид, сумел бежать в Алжир, где он был встречен османским бейлербеем Хайреддином Барбароссой. Хайреддин увидел в молодом принце возможность исполнить свои планы по завоеванию престола Туниса. Он заявляет принцу, что поддерживает его притязания на корону и убедил отправиться с ним в Стамбул, чтобы просить о помощи султана Сулеймана Великолепного. Но в Стамбуле молодой принц был вероломно брошен в тюрьму, а Хайреддин получил средства и армию для завоевания Туниса и установления османского господства.

### Захват Туниса Барбароссой
19 августа 1534 года Хайреддин Барбаросса бросил якорь в Ла-Гулете во главе большого флота, и по округе сразу же распространился слух, что его сопровождает принц Рашид, которого бейлербей собирается возвести на престол. Как только жители Туниса услышали эту новость, они взяли штурмом дворец Мухаммада аль-Хасана, который едва успел бежать. Затем делегация знати направилась в Ла-Гулету, чтобы встретить принца Рашида, которого, как утверждал Барбаросса, он привёз с собой. Однако Барбаросса привёл к столице 9000 солдат и захватил город. Он провозглашает падение династии Хафсидов и утверждение османской власти в Тунисе.
Несмотря на восстание жителей, османская артиллерия быстро пресекла возмущение, при этом погибло около 3000 тунисцев, несколько сотен были ранены. Барбаросса объявил всеобщую амнистию, которая умиротворила население, что позволило ему взять Кайруан без сопротивления. Затем он поспешил укрепить оборону Туниса и Ла-Гулеты, используя мавров и тысячи христианских рабов.
Мухаммад аль-Хасан, между тем, вышел на окружение императора Карла V, глубоко раздражённого присутствием Османской империи в Магрибе. Император лично принял командование экспедицией из 400 кораблей и 33 000 солдат, в которой участвовали Испания, Мальтийский орден, Святейший Престол и Португалия.
16 июня 1535 года христианская армия высадились между Карфагеном и Ла-Гулетой и осадили Тунис. 4 июля Ла-Гулета пала, и Карл V восстановил на престоле Мухаммада аль-Хасана.

### Конец царствования
В 1542 году Мухаммад аль-Хасан пересёк Средиземное море, чтобы нанять наёмников в Неаполе для войны с вооружённой религиозной общиной, занявшей Кайруан. Там он узнал, что его сын Ахмед восстал против него. Вернувшись в Тунис в начале 1543 года, он был схвачен сыном, который дал ему выбор — умереть или быть ослеплённым. Мухаммад аль-Хасан предпочёл ослепление.
Оказавшись на свободе, Мухаммад аль-Хасан примирился с общиной. захватившей Кайруан, которая теперь столкнулась с османской угрозой, потому что пират Тургут-реис занял Махдию. В 1548 году бывший халиф путешествовал по Европе, посетил папу Павла III и получил аудиенцию Карла V в Аугсбурге, представ перед императором в традиционной одежде с завязанными глазами. Император обещал предоставить ему войска для изгнания Тургута из Махдии, но Мухаммад аль-Хасан умер ещё до того, как экспедиция смогла отбить город. Есть версия, что он был отравлен эмиссарами своего сына, опасавшегося, что Мухаммад аль-Хасан вновь поведёт армию христиан против него.